# Gilberto Alves de Souza
Gilberto Alves de Souza, noto semplicemente come Flecha (Porto Alegre, 31 dicembre 1946 – Viamão, 23 febbraio 2022), è stato un calciatore brasiliano di ruolo attaccante.

## Palmarès

### Club
- Campionato Gaúcho: 2

Grêmio: 1967, 1968
- Taça Guanabara: 1

America-RJ: 1974